# Echinopepon disjunctus
Echinopepon disjunctus är en gurkväxtart som beskrevs av Pozner. Echinopepon disjunctus ingår i släktet Echinopepon och familjen gurkväxter. Inga underarter finns listade i Catalogue of Life.